# یاروسواف ایواشکیه‌ویچ
یاروسواف لئون ایواشکیه‌ویچ (لهستانی: Jarosław Leon Iwaszkiewicz؛ ‏ Polish: [jaˈrɔswaf] ()؛ ‏ ۲۰ فوریهٔ ۱۸۹۴ – ۲ مارس ۱۹۸۰) یک نویسنده، شاعر، مقاله‌نویس و نمایشنامه‌نویس اهل لهستان بود.
او بابت شعرهایش پیش از جنگ جهانی دوم شهرت دارد، اما به‌عنوان فردی فرصت‌طلب در دوران لهستان کمونیستی و همچنین تهمت‌زنی‌ها و افتراهایی که به دیگر چهره‌های ادبی دور از وطن و به‌ویژه چسواو میوش روا داشت، مورد انتقاد بوده‌است به نحوی که پس از انقلاب‌های ۱۹۸۹، نامش را از کتاب‌های درسی مدارس حذف کردند.
وی همچنین برندهٔ جوایزی همچون جایزه صلح لنین شده و ۴ مرتبه نیز نامزد دریافت جایزه نوبل ادبیات بود.
از فیلم‌ها یا مجموعه‌های تلویزیونی که وی در آن‌ها نقش داشته‌است می‌توان به دوشیزگان ویلکو و تاتاراک اشاره نمود.